# NGC 4526
NGC 4526 (również NGC 4560, PGC 41772 lub UGC 7718) – galaktyka soczewkowata (SB0), znajdująca się w gwiazdozbiorze Panny. Należy do Gromady w Pannie.

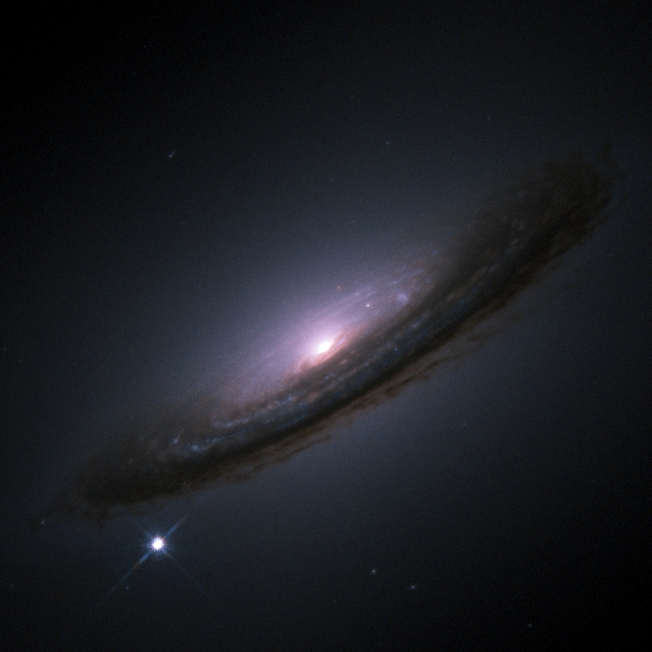
Centrum galaktyki NGC 4526, widoczna supernowa SN 1994D (HST)

Odkrył ją William Herschel 13 kwietnia 1784 roku. Prawdopodobnie obserwował ją też 28 grudnia 1785 roku, lecz błędnie określił jej pozycję (2 minuty błędu w rektascensji) i z tego powodu skatalogował ją po raz drugi jako nowo odkryty obiekt. John Dreyer skatalogował obie obserwacje Herschela jako, odpowiednio, NGC 4526 i NGC 4560.
W galaktyce tej zaobserwowano dwie supernowe: SN 1969E i SN 1994D.